# Rotsea
Rotsea – osada w Anglii, w hrabstwie East Riding of Yorkshire, w dystrykcie (unitary authority) East Riding of Yorkshire. Leży 24 km na północ od miasta Hull i 272 km na północ od Londynu. W 1931 roku civil parish liczyła 29 mieszkańców. Rotsea jest wspomniana w Domesday Book (1086) jako Rotesse.